# Auerbach Maschinenfabrik
Die Auerbach Maschinenfabrik ist ein Hersteller von Werkzeugmaschinen, insbesondere von Tieflochbohrmaschinen und Tieflochbohr-Fräsmaschinen, aber auch von Bettfräsmaschinen. Sie hat ihren Sitz in Ellefeld. Die 1943 gegründete Fabrik ist ein Geschäftsbereich der ERMAFA Sondermaschinen- und Anlagenbau GmbH.

## Geschichte

### Vorgeschichte bis 1945
- 1919 Jungk und Neidhardt beginnt mit der Fertigung von „Elhoma“-Holzbearbeitungsmaschinen in Ellefeld
- 1924 Jungk und Neidhardt erweitert die Produktpalette und eröffnet eine eigene Eisengießerei
- ab 1943 Herstellung von Spezial-, Fräs- und Senkwerkzeugen in Auerbach/Vogtl. infolge einer Betriebsverlagerung der Remscheider Werkzeugfabrik Alfred Berghaus

### 1945 bis 1990
Nach dem Zweiten Weltkrieg konnte die Produktion zügig wieder aufgenommen werden, da die Fabriken Jungk und Neidhardt und Alfred Berghaus kaum von Demontagen betroffen waren. 1948 kehrte die Familie Berghaus in das Rheinland zurück und produziert bis heute unter dem Namen Alberg Spezialwerkzeuge. Der Betrieb in Auerbach/Vogtl. wurde treuhänderisch verwaltet, firmierte aber weiterhin unter Alfred Berghaus. Am 15. Juni 1950 wurde der Betrieb Volkseigentum, dem VVB TEWA unterstellt und nannte sich zunächst VEB Werkzeugfabrik. Ab dem 1. Januar 1957 erfolgte eine Umbenennung in VEB Werkzeugmaschinenfabrik Auerbach (WEMA) und die Eingliederung in den VVB Werkzeugmaschinen und Werkzeuge.
In den Jahren 1958 bis 1963 wurden handgesteuerte und teilautomatisierte Konsolfräsmaschinen entwickelt und produziert. Durch die gemeinsame Entwicklung einer NC-Steuerung mit dem VEB Starkstromanlagenbau Karl-Marx-Stadt konnte 1968 eine erste NC-Konsolfräsmaschine mit automatischen Werkzeugwechsler hergestellt werden.
Die Firma Jungk und Neidhardt wurde 1946 Volkseigentum. Ab 1947 begann der nunmehr umfirmierte VEB Ellma mit der Produktion von einfachen Holzbearbeitungsmaschinen. Ab 1949 wurde der VEB Ellma an die SDAG Wismut angegliedert und stellte zusätzlich Presslufthämmer her. Erst ab 1952 entwickelte sich nach einer Zuordnung zum VVB Land-, Bau- und Holzbearbeitungsmaschinen wieder ein breites Produktspektrum an Bearbeitungsmaschinen für die holzbearbeitende Industrie.
Am 1. Januar 1970 erfolgte die Zusammenlegung des VEB Ellma mit dem VEB Werkzeugmaschinenfabrik Auerbach (WEMA) und eine Eingliederung in das Werkzeugmaschinenkombinat „Fritz Heckert“. Zeitweise war die Fabrik mit 1250 Mitarbeitern der größte Hersteller von NC-gesteuerten Fräsmaschinen in der DDR. Die Entwicklung eines CNC-gesteuerten Flexiblen Fertigungssystems "M250/02" im Jahr 1972 fand international Beachtung. In den 1970er Jahren begann man mit der Herstellung von Bearbeitungszentren und entwickelte Flexible Fertigungszellen und Fertigungssysteme.

In Grünbach hatte das Unternehmen eine eigene Betriebsberufsschule. 

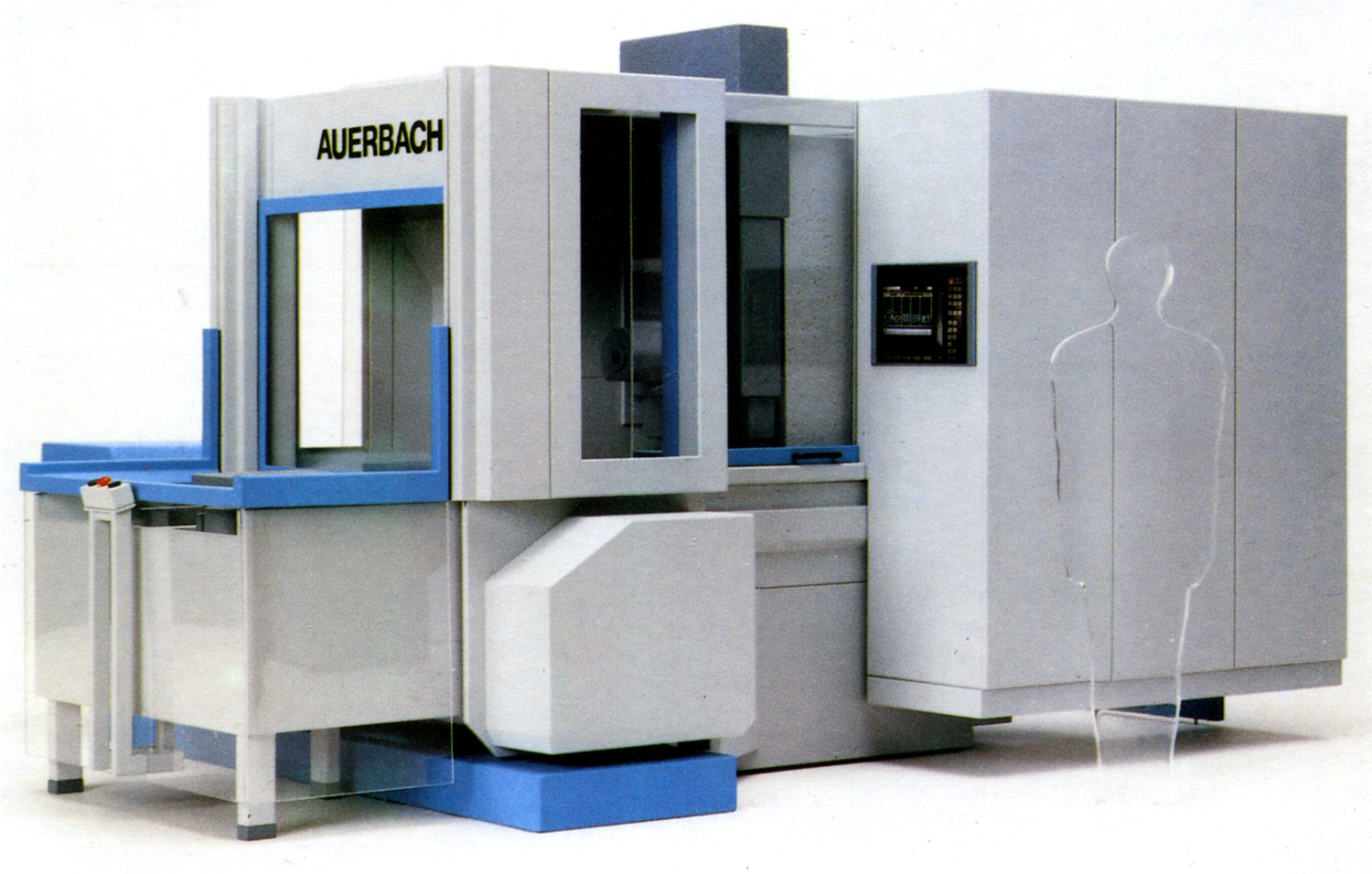
Ausgezeichnet mit dem Sächsischen Staatspreis für Design 1993: Bearbeitungszentrum ACW-400 (Design: Wolf Röhner)

### Von 1990 bis heute
Mit der Zerschlagung des Werkzeugmaschinenkombinats „Fritz Heckert“  wurde der VEB Werkzeugmaschinenfabrik Auerbach mit Gründung der Auerbach Werkzeugmaschinen GmbH privatisiert und zunächst an die Wagner-Gruppe verkauft. Nach einer Insolvenz im Jahr 1996 erfolgte eine Übernahme durch die IXION-Gruppe. Die Ixion Auerbach Maschinenfabrik GmbH in Ellefeld entwickelte in den folgenden Jahren ein breites Spektrum an Fräsmaschinen und spezialisierte sich auf die Kombination des Tiefbohrens und Fräsens.
Seit 2014 ist die Auerbach Maschinenfabrik ein Geschäftsbereich der ERMAFA Sondermaschinen- und Anlagenbau GmbH in Chemnitz.

## Produkte
Das Produktspektrum der Auerbach Maschinenfabrik umfasst schwere Bettfräsmaschinen mit Flachführungen (FBE-Reihe) oder mit Wälzführungen (AX5 B-Reihe) sowie Tieflochbohrmaschinen (TLW-Reihe) und kombinierte Tieflochbohr-Fräsmaschinen (TLF-Reihe). Durch die Neuentwicklung einer Mikro-Tiefbohrmaschine MTB 100 im Jahr 2018 erschließt die Maschinenfabrik neue Produktionsprozesse für die Mikrobearbeitung.